# 12.º Regimiento Antiaéreo (motorizado mixto)
El 12.º Regimiento Antiaéreo (motorizado mixto) (2. Flak-Regiment (gem. mot.)) fue una unidad de la Luftwaffe durante la Segunda Guerra Mundial.

## Historia
Fue formado el 1 de abril de 1935 en Berlín-Lankwitz, a partir de la 3.ª Brigada Antiaérea (Ejército), con 1 de - 5 Baterías. El 1 de abril de 1935 - 1 de noviembre de 1935 utilizó la denominación para cubrir al Batallón de Vehículos Lankwitz. Fue destruido en enero de 1943 en Stalingrado, siendo después reformado en abril de 1943 en Nürnberg (4./12 de 2000 le.Bttr.zbV y 5./12 a partir de 2008 le.Bttr.zbV, el resto es nuevo)

## Servicios
- octubre de 1935 - febrero de 1938: bajo el mando del Höh.Kdr.d.Flakart. en el II Distrito Aéreo (Luftkreis II).
- febrero de 1938 - julio de 1938: bajo el III Comando del Distrito Aéreo.
- julio de 1938 - agosto de 1939: bajo el I Comando de Defensa Aérea.
- septiembre de 1939: en Polonia.
- 16 de abril de 1940: bajo el I Cuerpo Antiaéreo (101.º Regimiento Antiaéreo).
- 1 de junio de 1940: bajo la II Brigada Antiaérea (101.º Regimiento Antiaéreo).
- 12 de julio de 1940: bajo la II Brigada Antiaérea (101.º Regimiento Antiaéreo).
- septiembre de 1940: bajo el III Comando Aéreo (Luftgau III).
- mayo de 1941: en Berlín.
- junio de 1941: bajo el I Cuerpo Aéreo (101.º Regimiento Antiaéreo).
- junio de 1941 - mayo de 1942: en Rusia central.
- mayo de 1942 - enero de 1943: en el Sur de Rusia.
- diciembre de 1942: bajo la 9.º División Antiaérea (104.º Regimiento Antiaéreo).
- abril de 1943: en Nürnberg bajo el 93.º Regimiento Antiaéreo.
- 1 de noviembre de 1943: en Italia bajo la 3.ª Brigada Antiaérea (39.º Regimiento Antiaéreo).
- 1 de enero de 1944: bajo la 22.ª Brigada Antiaérea(135.º Regimiento Antiaéreo).
- 1 de febrero de 1944: bajo la 22.ª Brigada Antiaérea (Líder Antiaéreo Centro de Italia).
- 1 de marzo de 1944: bajo la 22.ª Brigada Antiaérea (105.º Regimiento Antiaéreo).
- 1 de abril de 1944: bajo la 3.ª Brigada Antiaérea (39.º Regimiento Antiaéreo).3.ª Brigada Antiaérea (105.º Regimiento Antiaéreo).
- 1 de mayo de 1944: bajo la 3.ª Brigada Antiaérea (39.º Regimiento Antiaéreo).
- 1 de junio de 1944: bajo la 3.ª Brigada Antiaérea (135.º Regimiento Antiaéreo).
- 1 de julio de 1944: bajo la 3.ª Brigada Antiaérea (105.º Regimiento Antiaéreo).
- 1 de agosto de 1944: bajo la 3.ª Brigada Antiaérea (39.º Regimiento Antiaéreo).
- 1 de septiembre de 1944: bajo la 22.ª Brigada Antiaérea (39.º Regimiento Antiaéreo).
- 1 de octubre de 1944: bajo la 25.ª Brigada Antiaérea (39.º Regimiento Antiaéreo).
- 1 de noviembre de 1944: bajo la 3.ª Brigada Antiaérea (39.º Regimiento Antiaéreo).
- 1 de diciembre de 1944: bajo la 22.ª Brigada Antiaérea (105.º Regimiento Antiaéreo).
- 1944 - 1945: en Italia.
- mayo de 1945: en Rosenheim e Innsbruck.